# Morgan Hurd
Morgan Hurd (Wuzhou, provincia de Guanxi, China, 18 de julio de 2001) es una gimnasta artística estadounidense. En 2017 fue campeona del mundo en el concurso completo individual, y subcampeona en el ejercicio de la viga de equilibrio. Al año siguiente, fue subcampeona del mundo en suelo.
Se la conoce como "la campeona con gafas" ya que es una de las pocas gimnastas que las usa mientras compite.

## Vida personal
Morgan fue adoptada siendo bebé por una familia norteamericana que la crio en Middletown (Delaware, EE. UU.), y a la edad de tres años, empezó a aprender gimnasia. Actualmente sigue residiendo en Middletown, con su madre Sherri.

## Carrera deportiva
En el Mundial celebrado en Montreal en 2017 ganó la medalla de oro en el concurso completo individual —la primera tras cuatro años de reinado (2013, 2014, 2015 y 2016) de su compatriota Simone Biles—, y la medalla de plata en el ejercicio de viga de equilibrio, por detrás de la alemana Pauline Schäfer.
Participó en los Juegos Panamericanos de 2019 realizados en Lima, Perú.